# Christina Baumer

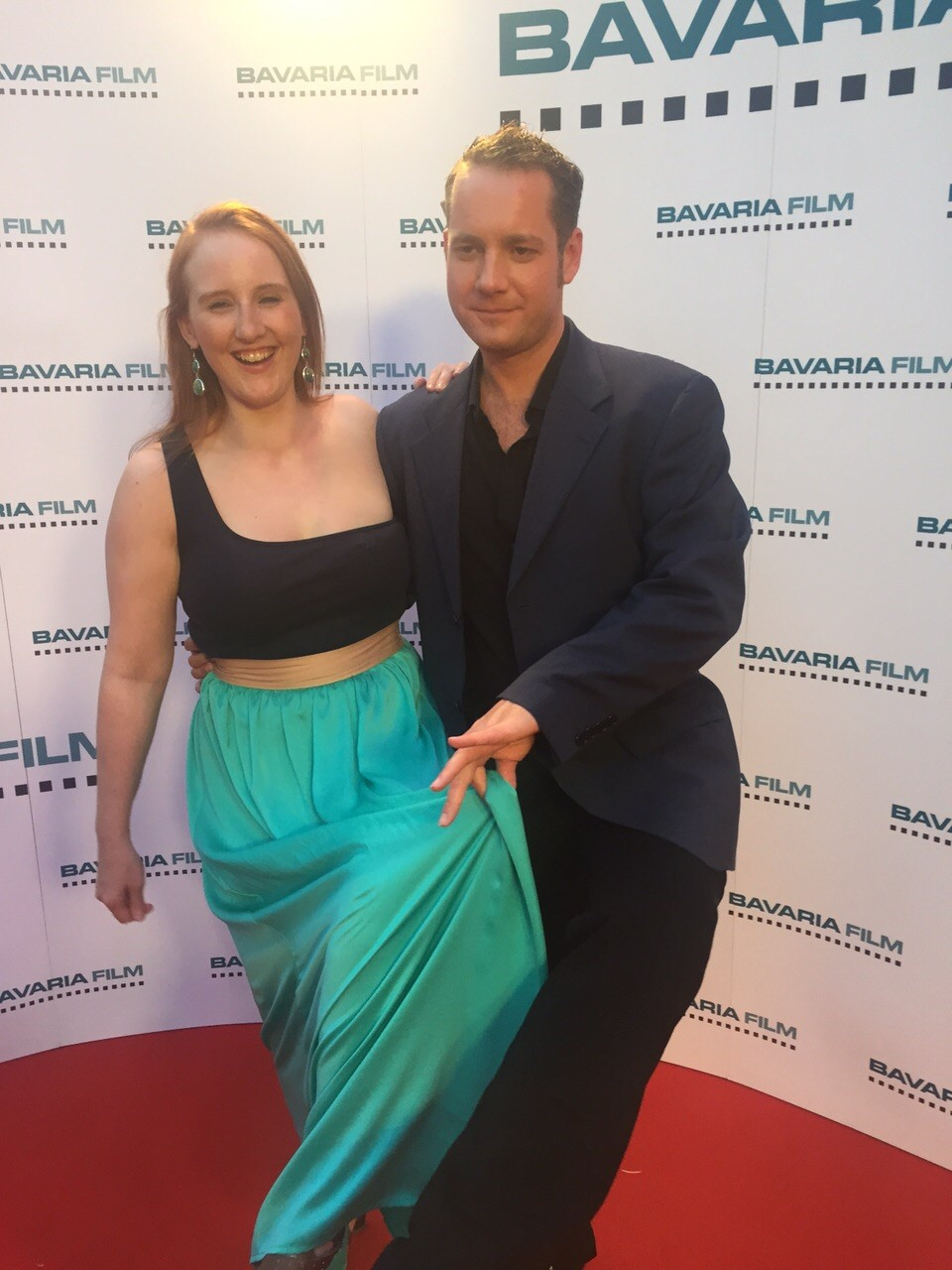
Christina Baumer mit Jasper Joseph auf dem Münchener Filmfest 2015

Christina Baumer (* 1986 in Triebendorf, Bayern) ist eine deutsche Schauspielerin, Regisseurin, Autorin und Produzentin.

## Leben
Baumer wurde in eine künstlerische Familie geboren, ihre Mutter ist Buchautorin mit mehreren Veröffentlichungen, ihr Vater Kunsthandwerker und ihr Bruder Fotograf und Schriftsteller. Sie wuchs in Triebendorf, einem Ortsteil der oberpfälzer Gemeinde Wiesau auf. Nach dem Abitur studierte sie von 2007 bis 2010 Schauspiel an der Akademie für Darstellende Kunst Bayern in Regensburg.
Während ihres Studiums führte Baumer Regie bei mehreren bairischen Volksstücken, wie „Wellness für Ku(h)wait“ und „25 Jahre – Inge, Heinz und Onkel Kare“. Nach ihrer Ausbildung zur Schauspielerin war sie am Kindertheater Coccodrillo in Regensburg für die Stücke „CLOWN!“ und „Kasimirs Weltreise“ engagiert. Mit ihrem selbstproduzierten Kabarett „Die Kellnerin Anni“ war sie mehrere Jahre auf Tournee durch Bayern. Es folgten weitere Regieaufträge für Kindertheaterstücke, wie „Jim Knopf und Lukas der Lokomotivführer“" und „Rapunzel“, welches sie selbst verfasst hatte. Weitere Theaterengagements hatte sie in München, u. a. „Wir waren nie weg – Die Blaupause“ am Neuen Theater München, welches großes mediales Interesse hervorrief. Seit 2016 ist sie mit ihrem Kabarettsolo „Zum Fressen gern!“ auf Tournee. Baumer war in mehreren TV- und Filmproduktionen zu sehen. Zudem realisiert sie als Produzentin eigene Projekte. Bei Hundslinger Hochzeit (2025) führte sie erstmals auch Regie. 
Während der Pandemie 2020 gründete Baumer das Künstler-Kollektiv "Quarantänekunst", welche in dieser Zeit Online Videos und Kunstbeiträge veröffentlichten.
Mit ihrem Kollegen Jasper Joseph führt sie eine Produktionsfirma. Sie lebt in München.

## Filmografie (Auswahl)
- 2013: Mexiko
- 2013: Eine Liebesgeschichte
- 2013: Freiwild
- 2013: Das Glück der Anderen (ZDF)
- 2014: History Uncut
- 2014: Timeline
- 2014: Saurewürscht
- 2014: Friends
- 2015: The Date
- 2015: München 7 (Fernsehserie, 1 Folge, ARD)
- 2015: Grossvaters Nüsse
- 2015: Fiesta Mexikana
- 2016: Feiert Eileer
- 2016: Was im Leben zählt (ZDF)
- 2016: Berliner Püppchen (ZDF)
- 2017: Die Entdeckung der Liebe (ARD)
- 2017: Bäcker braucht Frau (BR)
- 2017: Du bist nicht allein (ZDF)
- 2017: Tatort: Hardcore
- 2018: Matula – Der Schatten des Berges (ZDF)
- 2018: Der Pass (Sky)
- 2018: Hubert ohne Staller – Babyboom
- 2019–2021: Watzmann ermittelt (Fernsehserie, 2 Folgen)
- 2020: SOKO Stuttgart – Kindersegen (ZDF)
- 2020: Fichtelgebirgskrimi – Siebenstern
- 2022: Schweigend steht der Wald
- 2022: Der Fluss ist sein Grab. Ein Krimi aus Passau (Fernsehreihe)
- 2023: Tatort – Die Nacht der Kommissare
- 2023: Geheimkommando Familie
- 2025: Hundslinger Hochzeit
- 2025: Die Chefin – Fake News (ZDF)